# Puruixartha
Puruixartha (en sànscrit पुरुषार्थ, puruṣārtha) és un concepte del pensament indi que significa 'objectiu de l'existència humana'. En l'hinduisme, aquest objectiu se subdivideix en quatre etapes:
1. Dharma: rectitud espiritual i ritual a nivell religiós, social i moral
2. Artha: prosperitat material
3. Kama: plaer material
4. Mokxa: alliberament espiritual